# 南鳥海駅
南鳥海駅（みなみちょうかいえき）は、山形県酒田市米島（よねしま）字下中道にある、東日本旅客鉄道（JR東日本）羽越本線の駅である。

## 歴史
- 1951年（昭和26年）：国鉄の鳥海仮乗降場として開業[2]。
- 1952年（昭和27年）1月16日：駅に昇格し、南鳥海駅となる[3]。
- 1972年（昭和47年）10月1日：荷物扱いを廃止[4]。無人化[5]。
- 1987年（昭和62年）4月1日：国鉄分割民営化により、東日本旅客鉄道の駅となる[2]。
- 2010年（平成22年）4月1日：象潟駅から羽後本荘駅に管理駅が変更となる。
- 2024年（令和6年）10月1日：えきねっとQチケのサービスを開始[1][6]。

## 駅構造
羽後本荘駅管理の無人駅であり、単式ホーム1面1線を有する地上駅である。以前は相対式ホーム2面2線を有していたが、2023年（令和5年）3月現在は駅舎側の1番線のみ使用しており、一線スルー構造となっている。東側出入口へは跨線橋で連絡していたが、2024年（令和6年）7月から跨線橋は閉鎖された。旧2番線ホームには小さい待合室が設置されていた。

### のりば
| 番線 | 路線      | 方向 | 行先     |
| ---- | --------- | ---- | -------- |
| 1    | ■羽越本線 | 上り | 酒田方面 |
| 1    | ■羽越本線 | 下り | 秋田方面 |

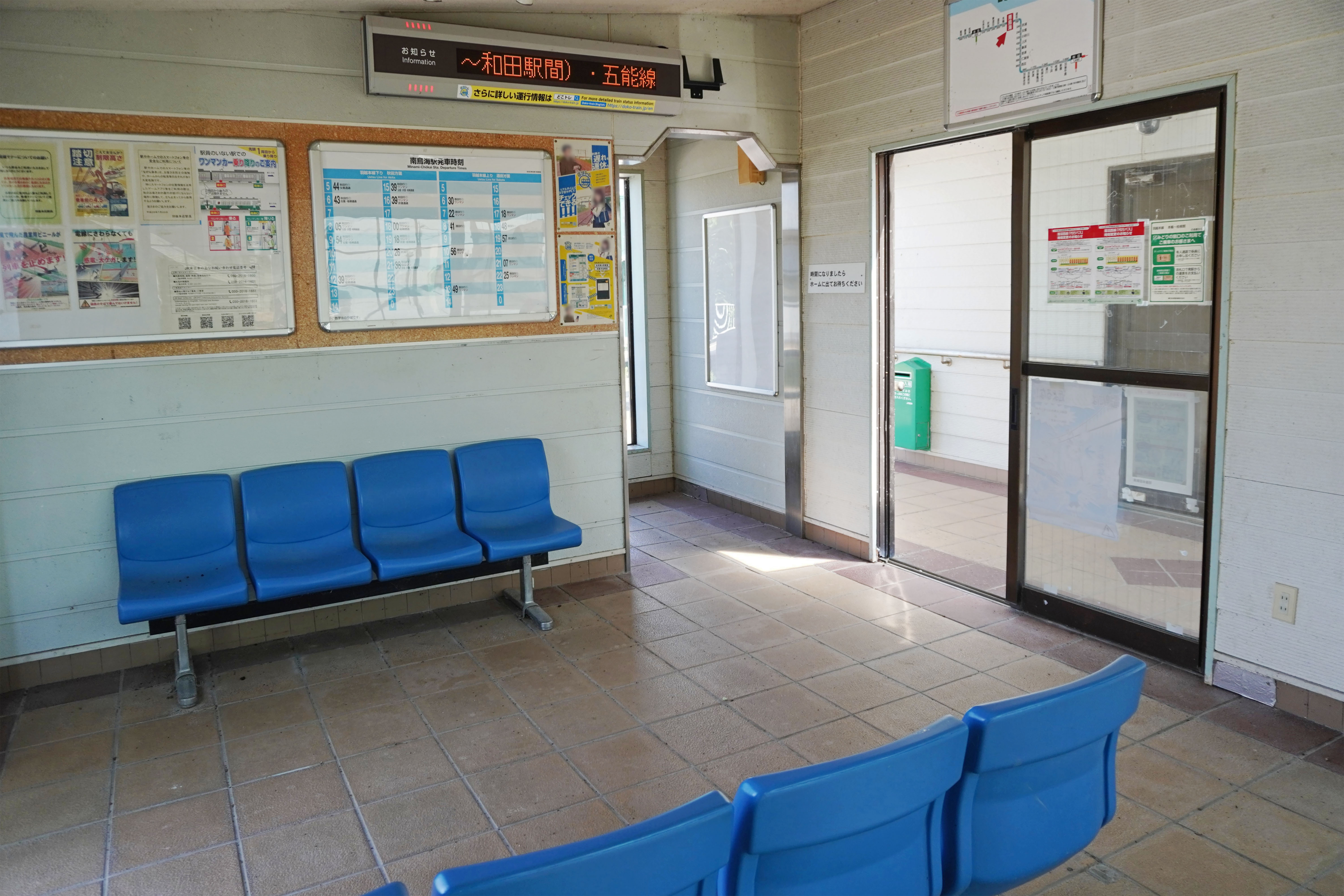
駅舎内（2023年7月）
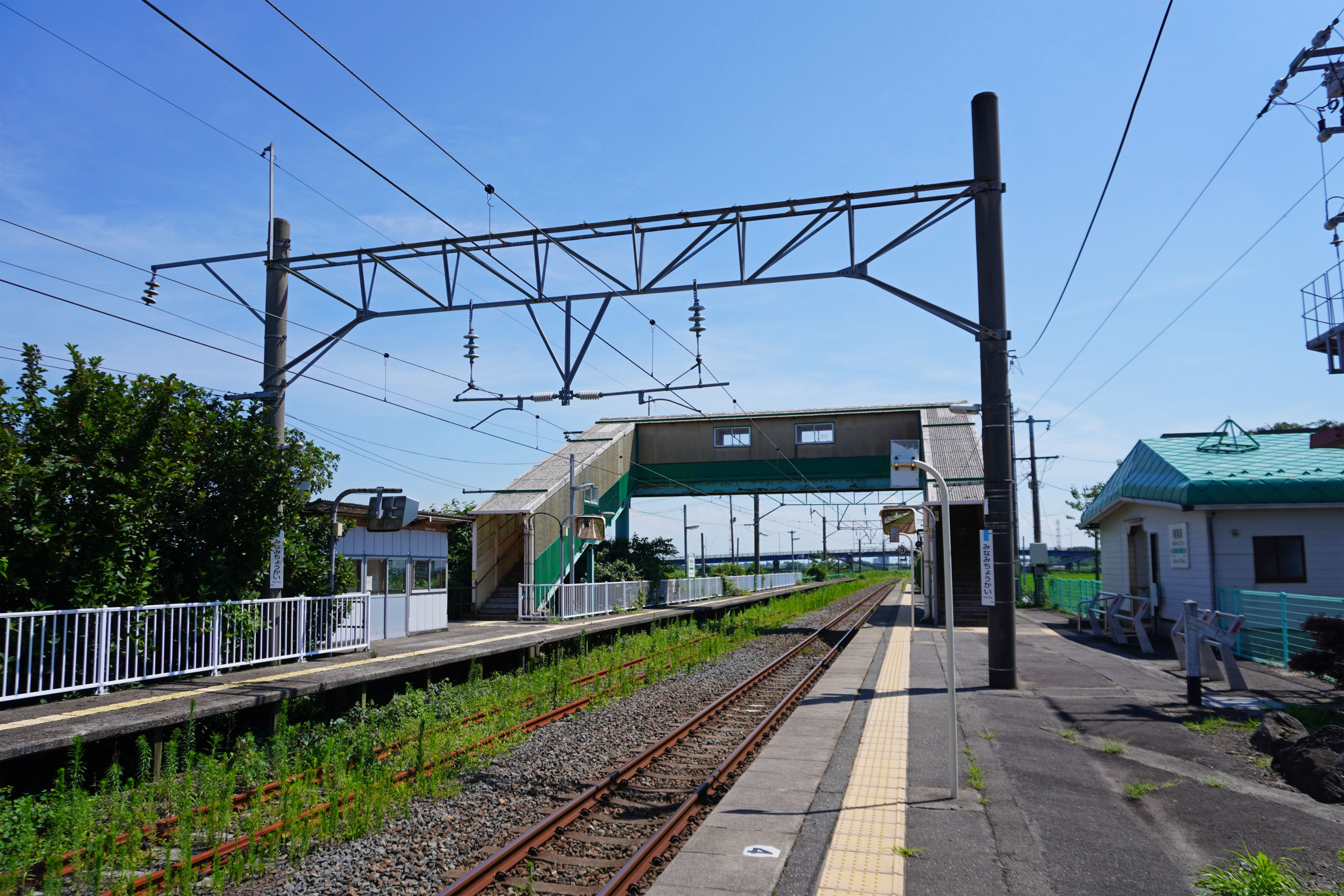
ホーム（2023年7月）
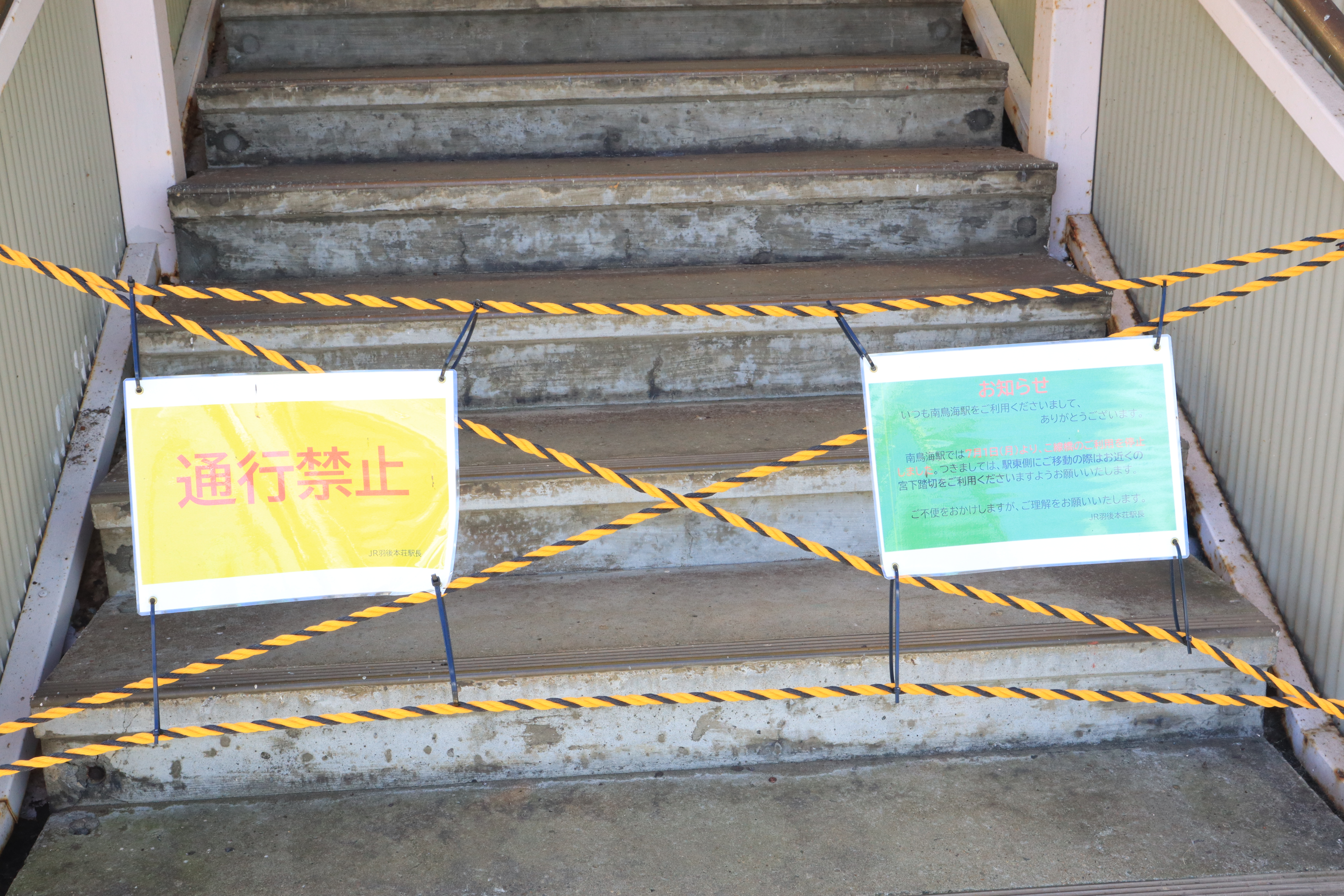
閉鎖された跨線橋入口（2024年8月）

## 利用状況
「山形県の鉄道輸送」によると、2000年度（平成12年度）- 2004年度（平成16年度）の1日平均乗車人員の推移は以下のとおりであった。
| 乗車人員推移       | 乗車人員推移     | 乗車人員推移 |
| 年度               | 1日平均 乗車人員 | 出典         |
| ------------------ | ---------------- | ------------ |
| 2000年（平成12年） | 117              | [ 8 ]        |
| 2001年（平成13年） | 96               | [ 8 ]        |
| 2002年（平成14年） | 95               | [ 8 ]        |
| 2003年（平成15年） | 87               | [ 8 ]        |
| 2004年（平成16年） | 83               | [ 8 ]        |

## 駅周辺
- 南遊佐郵便局
- 酒田市立南遊佐小学校
- 山形県道373号杉沢南鳥海停車場線
- 山形県道374号比子南鳥海停車場線
- 広域農免道路「庄内こばえちゃライン」

## 隣の駅
東日本旅客鉄道（JR東日本）
■羽越本線
本楯駅 - 南鳥海駅 - 遊佐駅